# Dmitri Ovsiannikov
Dmitri Vladimirovitch Ovsiannikov (en russe : Дмитрий Владимирович Овсянников), né le 21 février 1977 à Omsk, alors en URSS) est un homme politique russe, ancien ministre et gouverneur de Sébastopol.

## Biographie
Il est ministre adjoint du Commerce et de l'Industrie de Russie entre le 23 décembre 2015 et le 28 juillet 2016.
Le 28 juillet 2016, il est nommé gouverneur de la ville fédérale de Sébastopol, il remplace le gouverneur militaire Sergueï Méniaïlo ; poste qu'il quitte le 11 juillet 2019, remplacé par Mikhaïl Razvojaïev.

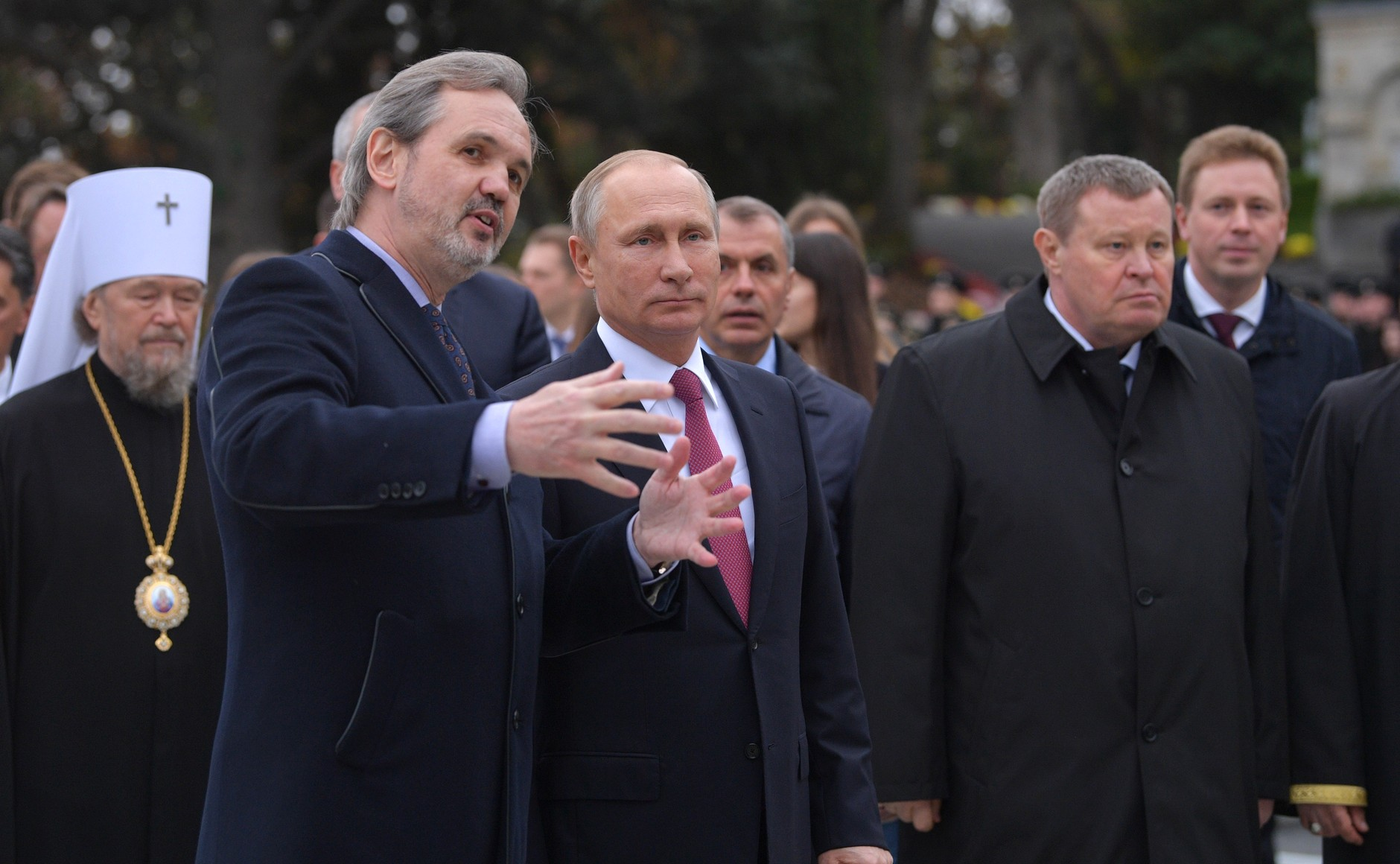
En 2017, au second plan à droite, avec V. Poutine révélant un monument à Alexandre III à Yalta.